# Apol·lònia de Calcídia
Apol·lònia de Calcídia (en grec antic Ἀπολλωνία, "Apollonía") fou una de les principals ciutat de la península Calcídica al nord d'Olint. Xenofont, que la descriu, diu que estava a unes 10 o 12 milles de la ciutat d'Olint i una mica al sud de les muntanyes Calcídides i que era una ciutat diferent a Apol·lònia situada al districte de Migdònia de Macedònia.
Fou junt amb Acantos la principal rival d'Olint, i es va aliar a Macedònia contra la Lliga Calcídica encapçalada per aquesta ciutat.